# Голяма дървесна чинка
Голяма дървесна чинка (Camarhynchus psittacula) или папагалова чинка е вид птица от семейство Тангарови. Тя е един от видовете Дарвинови чинки и е ендемичен вид срещащ се на Галапагоските острови. Нейните естествени местообитания са тропическите и субтропическите райони характеризиращи се със суха горска и храстова растителност.